# Gabrita pictifrons
Gabrita pictifrons är en insektsart som beskrevs av Spångberg 1879. Gabrita pictifrons ingår i släktet Gabrita och familjen dvärgstritar. Inga underarter finns listade i Catalogue of Life.